# Льотне випробування

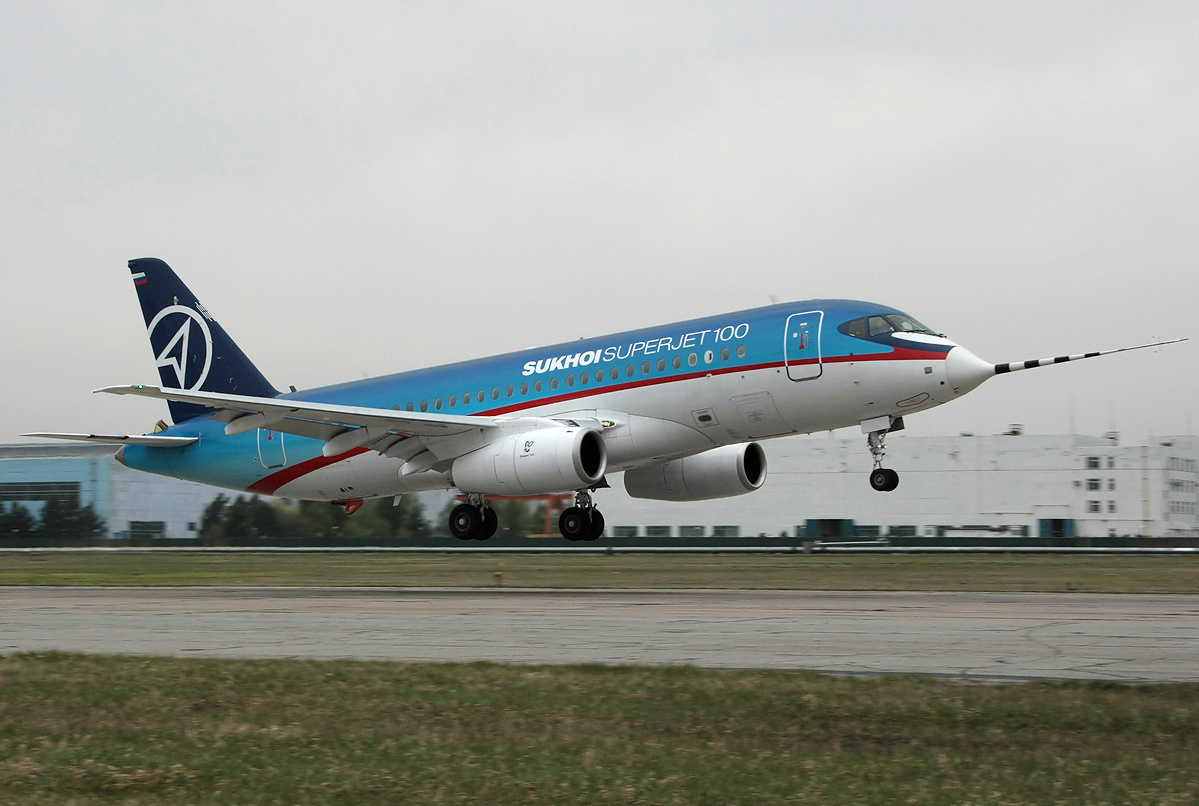
Датчик статичного тиску на носі прототипу Sukhoi Superjet 100

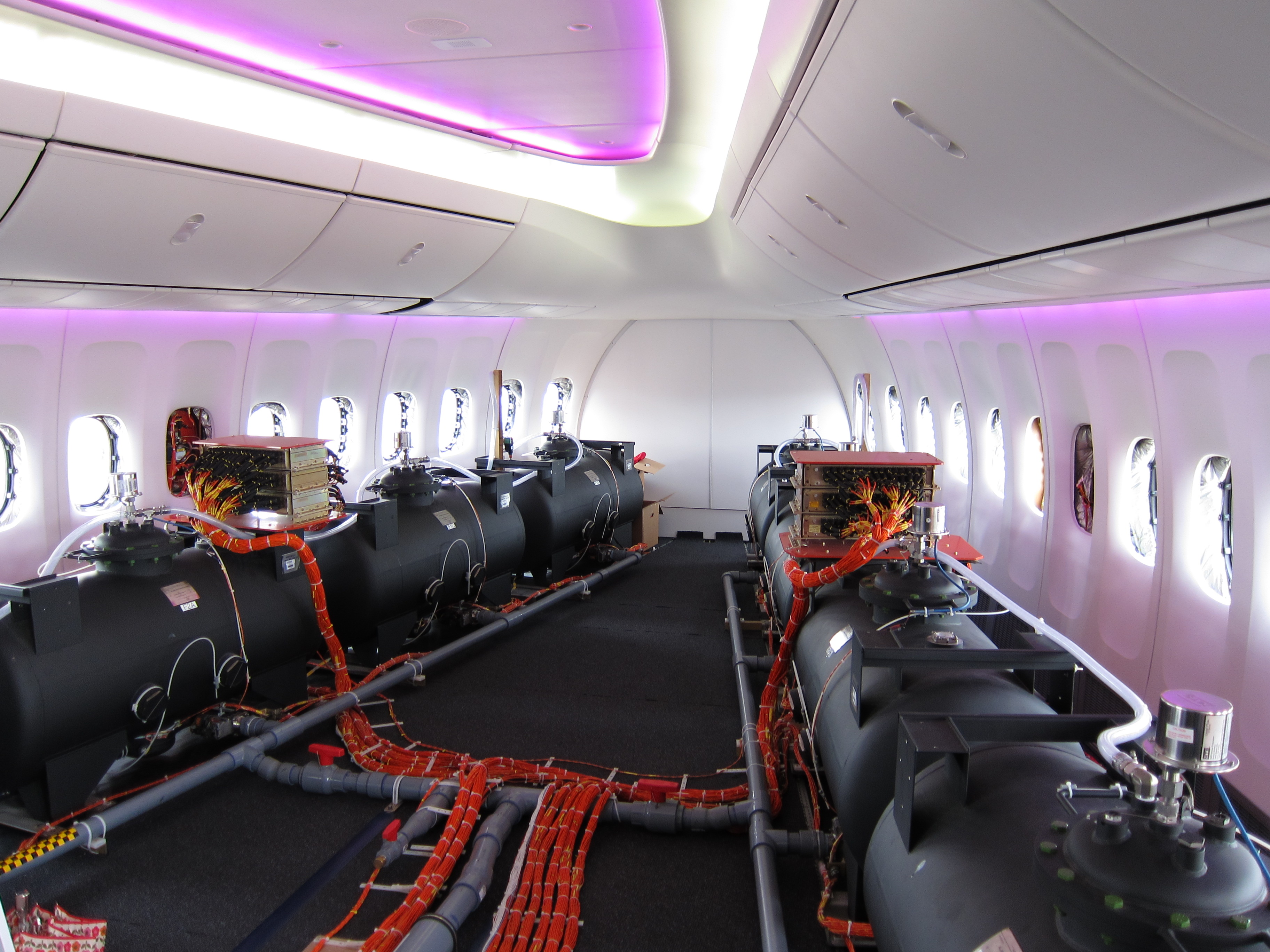
Обладнання для вимірювання тиску та резервуари для води в прототипі Boeing 747-8I

Льотні випробування — це галузь аеронавігаційної техніки, яка розробляє спеціальне обладнання, необхідне для перевірки поведінки та систем літальних апаратів або випробування атмосферної фази ракет-носіїв, космічних апаратів і кораблів багаторазового використання. Системи приладів розроблені з використанням власних перетворювачів і систем збору даних. Дані збираються під час польоту літака або атмосферних випробувань ракет-носіїв і космічних апаратів і кораблів багаторазового використання. Ці дані перевіряються на точність і аналізуються для подальшої зміни конструкції транспортного засобу під час розробки або перевірки конструкції автомобіля.
На етапі льотних випробувань виконуються два основні завдання: 1) пошук і усунення проблем конструкції, а потім 2) перевірка та документування можливостей транспортного засобу, коли конструкція автомобіля завершена, або надання остаточної специфікації для державної сертифікації або прийняття замовником. Етап льотних випробувань може варіюватися від випробування однієї нової системи для існуючого транспортного засобу до повної розробки та сертифікації нового літака, ракети-носія або космічного корабля багаторазового використання. Тому тривалість конкретної програми льотних випробувань може коливатися від кількох тижнів до років.

## Льотні випробування літака

### Цивільні літаки
Зазвичай існує дві категорії програм льотних випробувань — комерційні та військові. Комерційні льотні випробування проводяться для того, щоб засвідчити, що літак відповідає всім застосовним вимогам безпеки та експлуатаційним характеристикам, встановленим державним сертифікаційним органом. У США це Федеральне авіаційне управління США (FAA), в Канаді — Міністерство транспорту Канади (TC), у Великій Британії — Управління цивільної авіації, а в Європейському Союзі — Європейська агенція авіаційної безпеки (EASA). Оскільки розробка комерційних літаків зазвичай фінансується виробником літака та/або приватними інвесторами, сертифікуючий орган не зацікавлений у комерційному успіху літака. Ці цивільні агенції зацікавлені в безпеці літака і в тому, щоб посібник пілота з польотів точно відображав експлуатаційні характеристики літака. Ринок визначає придатність повітряного судна для операторів. Зазвичай, цивільне сертифікаційне агентство не бере участі в льотних випробуваннях доти, доки виробник не виявить і не розв'яже всі проблеми, пов'язані з розробкою, і не буде готовий подати заявку на сертифікацію.

### Військові літаки
Військові програми відрізняються від комерційних тим, що уряд укладає контракт з виробником літака на проєктування і будівництво літака для виконання конкретної місії. Ці вимоги до експлуатаційних характеристик передаються виробнику в специфікації літака, а деталі програми льотних випробувань (серед багатьох інших вимог програми) викладені в технічному завданні. У цьому випадку уряд є замовником і безпосередньо зацікавлений у тому, щоб літак міг виконувати місію. Оскільки уряд фінансує програму, він бере активнішу участь у розробці та випробуваннях літака з самого початку. Часто військові пілоти-випробувачі та інженери входять до складу льотно-випробувальної команди виробника ще до першого польоту. Завершальним етапом льотних випробувань військового літака є експлуатаційні випробування (ЕВ). ЕВ проводяться лише державною випробувальною групою, яка має засвідчити, що літак придатний і ефективний для виконання запланованої місії[джерело не вказано].
Льотні випробування військових літаків часто проводяться на військових льотно-випробувальних комплексах. Військово-морські сили США випробовують літаки на військово-повітряній станції Патуксент-Рівер, а Військово-повітряні сили США — на авіабазі Едвардс. Школа льотчиків-випробувачів ВПС США та Школа льотчиків-випробувачів ВМС США — це програми, призначені для навчання військового випробувального персоналу. У Великій Британії більшість військових льотних випробувань проводяться трьома організаціями: RAF, BAE Systems і QinetiQ. Для незначних модернізацій випробування можуть проводитися однією з цих трьох організацій ізольовано, але великі програми зазвичай проводяться спільною групою випробувань (JTT), причому всі три організації працюють разом під егідою інтегрованої проєктної групи (IPT) в повітряному просторі